# Le Breuil-en-Auge
Le Breuil-en-Auge é uma comuna francesa na região administrativa da Normandia, no departamento Calvados. Estende-se por uma área de 9,39 km². Em 2010 a comuna tinha 1 043 habitantes (densidade: 111,1 hab./km²).